# Mr. Brightside
Mr. Brightside — пісня американського інді-рок-гурту The Killers. Пісню написали Брендон Флауверс та Дейв Кьонінг, і вона ввійшла до дебютного альбому гурту Hot Fuss.
Британські радіостанції Absolute Radio та XFM назвали сингл "піснею десятиліття". У квітні 2010, музичний вебсайт Last.fm повідомив, що з 7.66 мільйонами прослуховуваннями, трек став найбільш прослуховуваним треком з часу заснування їхнього вебсайту.

## Історія
Музику для "Mr. Brightside" написав Кьоніг, а лірику Флауверс ще в 2001 році. Під час своїх виступів у 2002 та 2003 роках, гурт роздавав демо записи пісні разом зі своїми іншими демо треками: "Under The Gun" та так і не випущеними "Desperate" та "Replaceable". Перший тираж в обмеженому виданні був випущений у вересні 2003 року, у Великій Британії на CD та 7" вінілових платівках. Після успіху тиражу першого видання, який повністю розійшовся протягом тижня, гурт записав фінальну версію треку, яка вийшла у жовтні того ж року.

## Нагороди
Пісня була номінована на Ґреммі 2006 року в номінації "Найкраще вокальне поп виконання дуетом або групою", але програла лайв версії пісні "This Love" американського рок-гурту Maroon 5.

## У популярній культурі
У фільмі Відпустка за обміном, героїня (яку зображувала Камерон Діаз) танцюючи співала Mr. Brightside.

## Музичне відео
Пісня має два офіційних відео: 
- Британська версія була записана у квітні 2004 на Стейтен-Айленді, Нью-Йорк. В той час, гурт перебував під інді-лейблом і через невеликий бюджет, кліп був досить простим.
- Американська версія була створена після підписання гуртом контракту з Island Records. Через збільшений бюджет, гурт вирішив створити нову версію кліпу. Відео було зняте у листопаді 2004 року, в Лос-Анжелесі.

Американська версія кліпу виграла MTV Video Music Awards 2005 у номінації "Найкраща нова актриса у відеокліпі".